# Згорне Гамелне
Згорне Гемелне (на словенски: Zgornje Gameljne) е село в Словения, регион Средна Словения, община Любляна. Според Националната статистическа служба на Република Словения през 2015 г. селото има 524 жители.